# Thuridur Olafsdottir
Thuridur Olafsdottir (isl: Þuríður Ólafsdóttir), död 1678, var en kvinna som avrättades för häxeri på Island. Hon var den enda kvinna på Island som avrättades för häxeri genom att brännas levande. 

## Biografi
Thuridur och hennes son Jon hade våren 1677 tvingats lämna sin hembygd i Skagafjorden på Nordlandet. I sin hemtrakt hade de aldrig haft något rykte om att syssla med trolldom. I deras nya hemtrakt ska Jon dock ha skrutit om att hans mor i deras hemtrakter kunde gå över alla vattenfall utan häst eller båt med hjälp av galdrar, isländska trollformler. När sedan prästfrun Helga Halldorsdottir i Selárdalur insjuknade efter deras ankomst till trakten, åtalades både mor och son för att ha gjort henne sjuk med hjälp av trolldom. Thuridur Olafsdottir och Jon tillbakavisade båda anklagelserna. De dömdes som skyldiga mot sitt nekande och avrättades genom levande bränning på bål. 
Målet beskrivs utförligast i Moelifellsannali: 
"Þuríður Ólafsdóttir och hennes son Jon brändes i Vestfjord; de stod anklagade för trolldom (galdur); kvinnan hade hela sitt liv bott i Skagafjörður (i Nordland) och aldrig sysslat med galdur. Som andra fattiga hade hon våren 1677 dragit västerut tillsammans med sin son Jon, om vilken lite är känt utom att inte heller han hade rykte om sig för galdur. Han påstods ha sagt, att hon hade gått över alla vattenfall i Nordland utan både häst och båt, enbart med hjälp av galdur, och hon måst därför ha varit trollkunnig. Man trodde på hans lögner och senare blev de båda två gripan och brända, något han inte trodde kunde hända".
I Eyraanall nämndes anklagelsen: "två släktingar från Nordland, Þuríður och hennes son Jon Tordarson, blev brända för att ha satt sjukdom på Helga Halldorsdottir i Selardal". 
På Island hölls 120 häxprocesser mellan 1625 och 1686. Av dessa hölls majoriteten mot män. Thuridur Olafsdottir är det enda bekräftade exemplet på att en kvinna avrättats för häxeri på Island, och även en av endast fyra kvinnor som brändes på bål oavsett brott.